# Rolsberg
Rolsberg ist eine Hofschaft im Stadtteil Wald der bergischen Großstadt Solingen.

## Geographie
Rolsberg befindet sich auf einer Bergnase im Mündungswinkel des Krausener Bachs in die Itter unmittelbar östlich von Untenitter nahe der Stadtgrenze zu Haan. Der Ort befindet sich, von der östlich gelegenen Wittkulle kommend, am äußersten Ende der Rolsberger Straße. Ebenfalls östlich befinden sich Friesenhäuschen und Krausen. Südlich fließt der Krausener Bach, auf dem südlich gelegenen Höhenrücken befinden sich die in der Nachkriegszeit erbauten Wohnviertel entlang der unteren Altenhofer Straße. Westlich verläuft die Haaner Straße von Bavert kommend hinunter ins Ittertal, wo sie sich in Höhe der Heidberger Mühle mit der Ittertalstraße kreuzt.

## Etymologie
Der Ortsname ist eine Abwandlung von Röltgensberg und ist demnach von dem Familiennamen Röltgen abgeleitet. Die Familie Röltgen ist eine schon in frühen Zeiten im Walder Raum verbreitete und verzweigte Schleiferfamilie. Die Hofschaft ist in der Vergangenheit auch als Roland(-t)sberg oder Rulofsberg bezeichnet worden.

## Geschichte
Rolsberg ist seit dem frühen 16. Jahrhundert nachgewiesen. Erstmalige urkundliche Erwähnung fand er in einer Rechnung der Burger Kellnerei im Jahre 1504/1505. Erst 1839 wurde die letzte Abgabe dieser Art an die Kellnerei in Burg geleistet. Ebenfalls in der Frühgeschichte des Ortes gab es eine Abhängigkeit vom Herzog von Berg, der in alten Zeiten den Zehnten des Hofes Rolsberg besaß.
Im Jahre 1715 in der Karte Topographia Ducatus Montani, Blatt Amt Solingen, von Erich Philipp Ploennies ist der Ort mit einer Hofstelle verzeichnet und als Rolsberg benannt. Die Topographische Aufnahme der Rheinlande von 1824 verzeichnet den Ort als Rolsberg. Die Preußische Uraufnahme von 1844 verzeichnet den Ort als Rohlsberg, in der Topographischen Karte des Regierungsbezirks Düsseldorf von 1871 ist der Ort erneut als Rolsberg verzeichnet.
Rolsberg gehörte zusammen mit den benachbarten Orten Krausen, Friesenhäuschen und Bavert bis zum Beginn des 19, Jahrhunderts zu der Honschaft Bavert. Im Zuge der Territorialreform unter französischer Besatzungsmacht im Jahre 1807 wurde die Honschaft Bavert aufgelöst und Rolsberg der Honschaft Itter innerhalb der neu gegründeten Mairie Wald zugeordnet. Aus letzterer wurde im Jahre 1815 die Bürgermeisterei Wald.
1815/16 lebten 46, im Jahr 1830 51 Menschen im als Weiler bezeichneten Roelsberg. 1832 war der Ort Teil der Ersten Dorfhonschaft innerhalb der Bürgermeisterei Wald, dort lag er in der Flur I. (Wittkull). Der nach der Statistik und Topographie des Regierungsbezirks Düsseldorf als Hofstadt kategorisierte Ort besaß zu dieser Zeit sieben Wohnhäuser und zehn landwirtschaftliche Gebäude. Zu dieser Zeit lebten 34 Einwohner im Ort, davon einer katholischen und 33 evangelischen Bekenntnisses. Die Gemeinde- und Gutbezirksstatistik der Rheinprovinz führt den Ort 1871 mit zehn Wohnhäusern und 84 Einwohnern auf. Im Gemeindelexikon für die Provinz Rheinland von 1888 werden für Rolsberg zwölf Wohnhäuser mit 84 Einwohnern angegeben. 1895 besitzt der Ortsteil 16 Wohnhäuser mit 81 Einwohnern, 1905 werden 22 Wohnhäuser und 142 Einwohner angegeben.
Mit der Städtevereinigung zu Groß-Solingen im Jahre 1929 wurde Rolsberg ein Ortsteil Solingens. Seit dem Jahre 1985 stehen von den historischen Fachwerkhäusern in der Hofschaft die Gebäude Rolsberg 4 und 8a (Haustür und Schuppen) sowie Rolsberger Straße 55, 55a und 57, 57a unter Denkmalschutz.

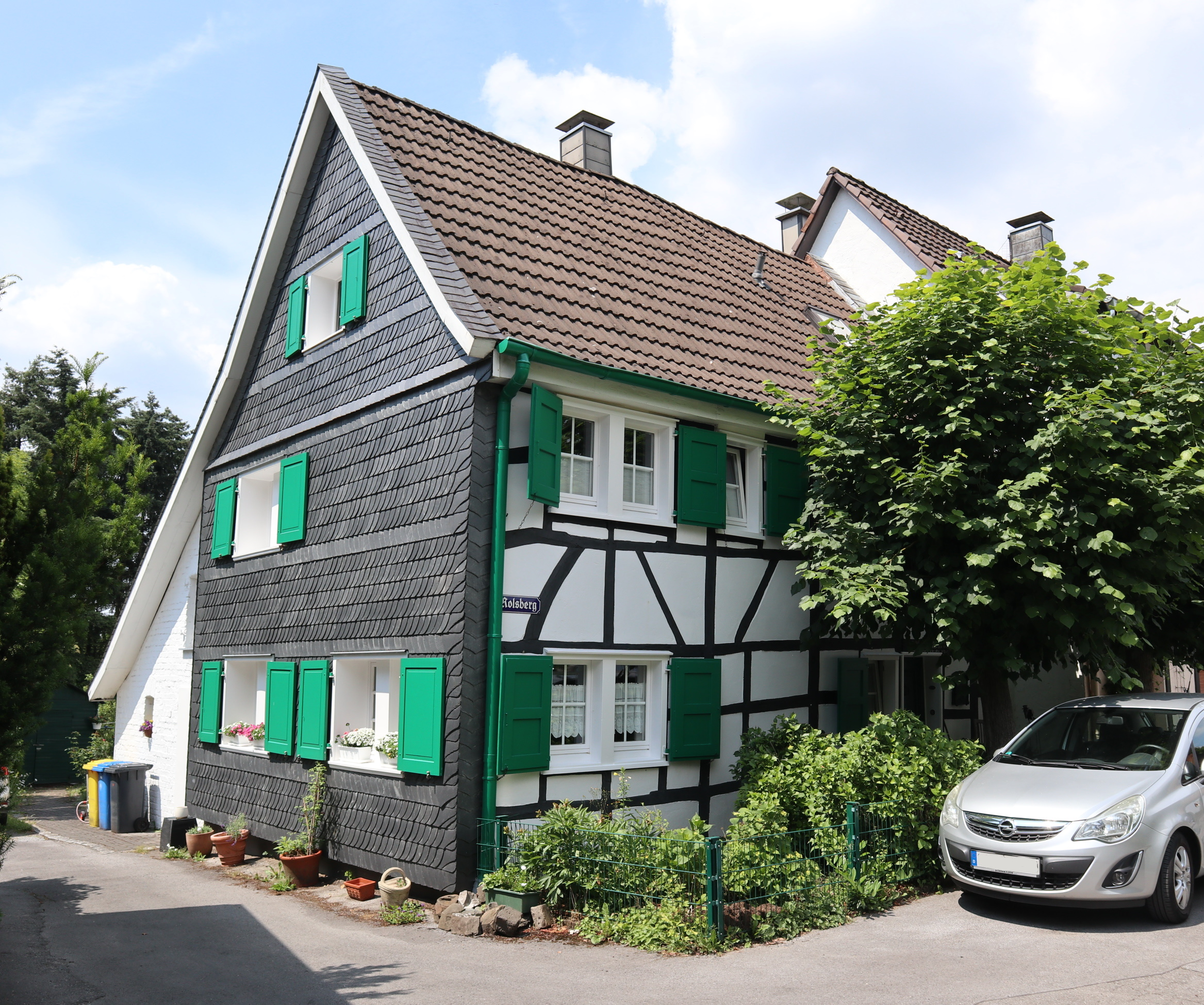
Baudenkmal Rolsberg 4
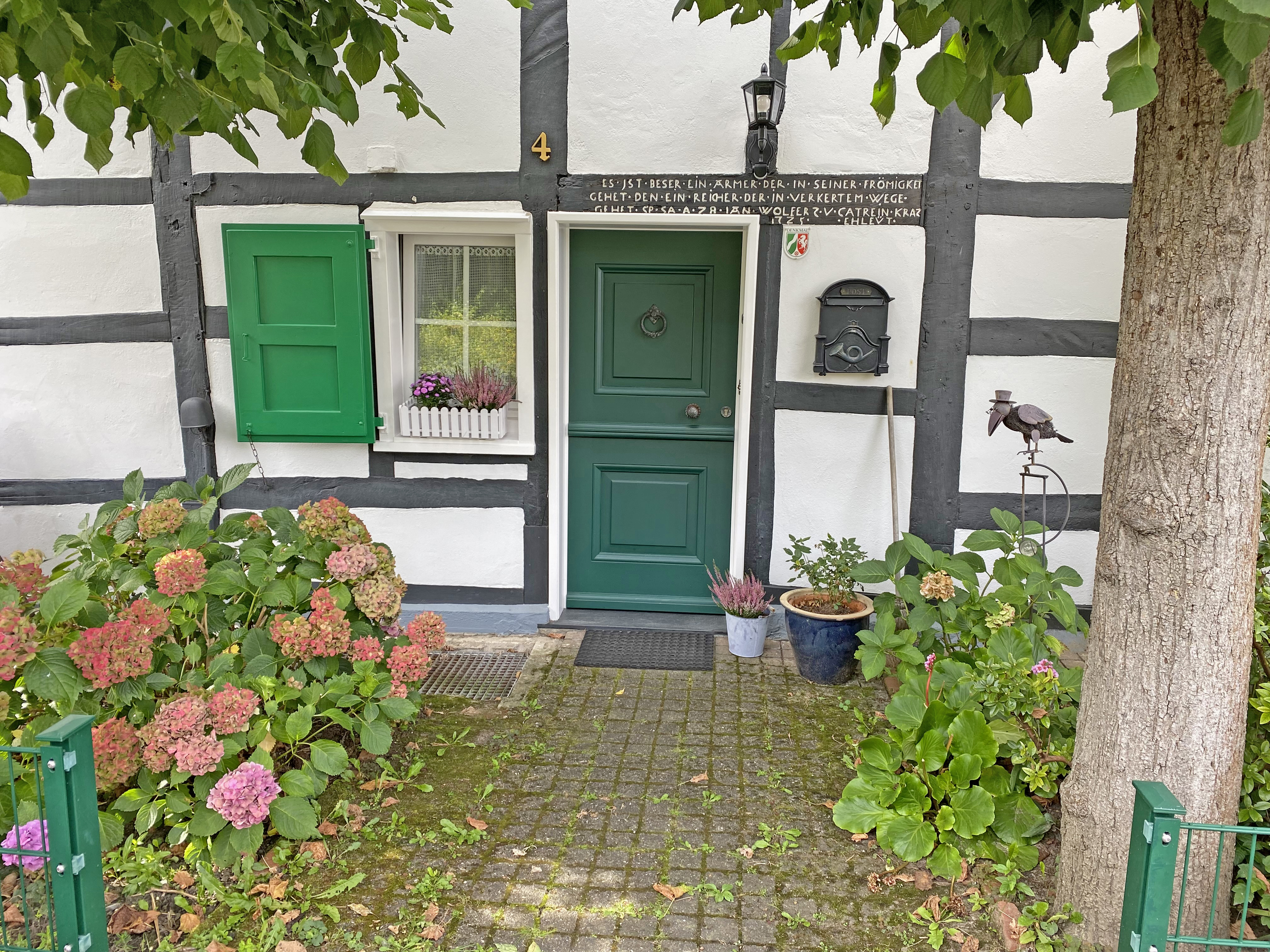
Rolsberg 4 Türstock mit Sinnspruch (datiert 1725)
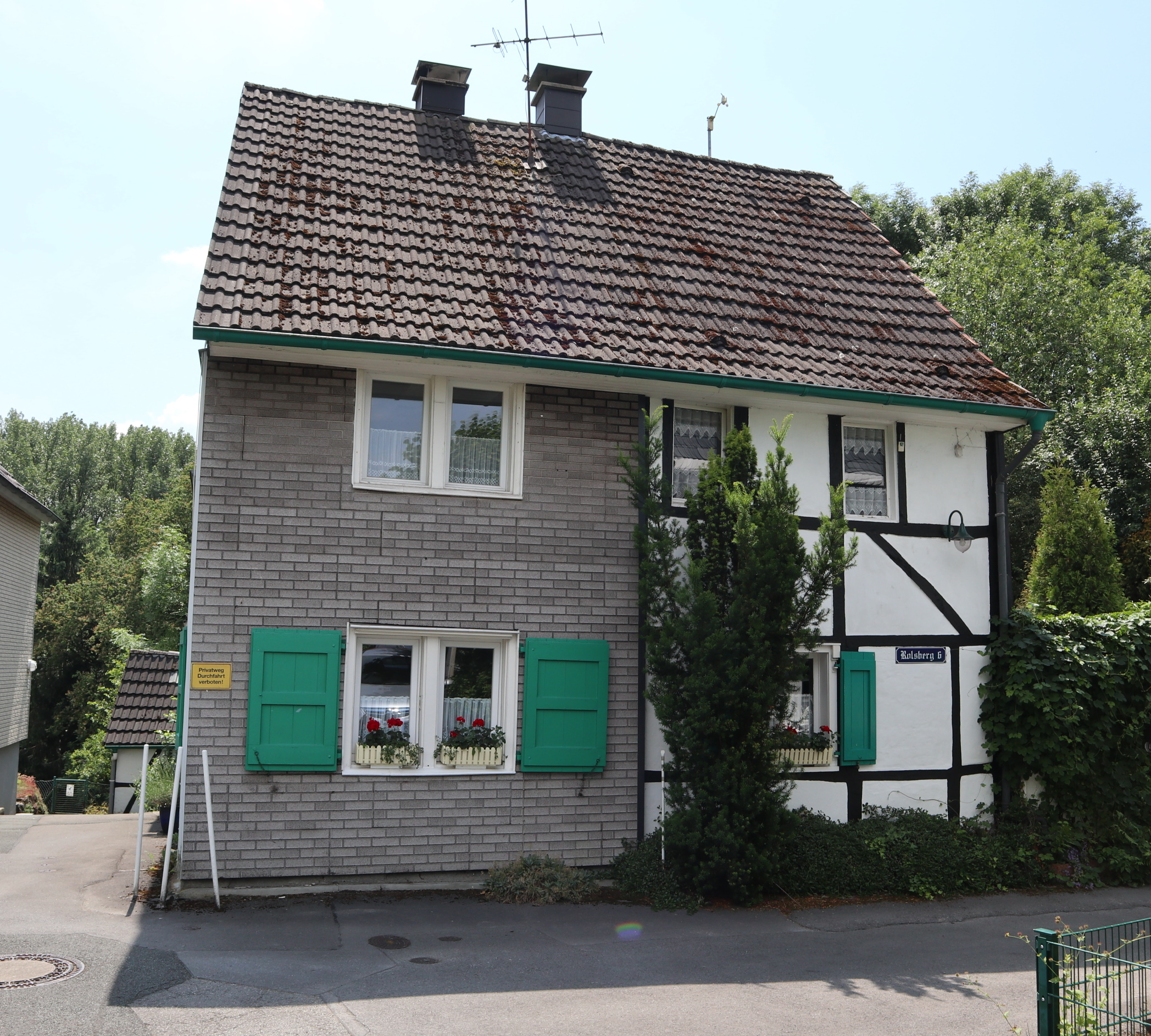
Rolsberg 6, 8
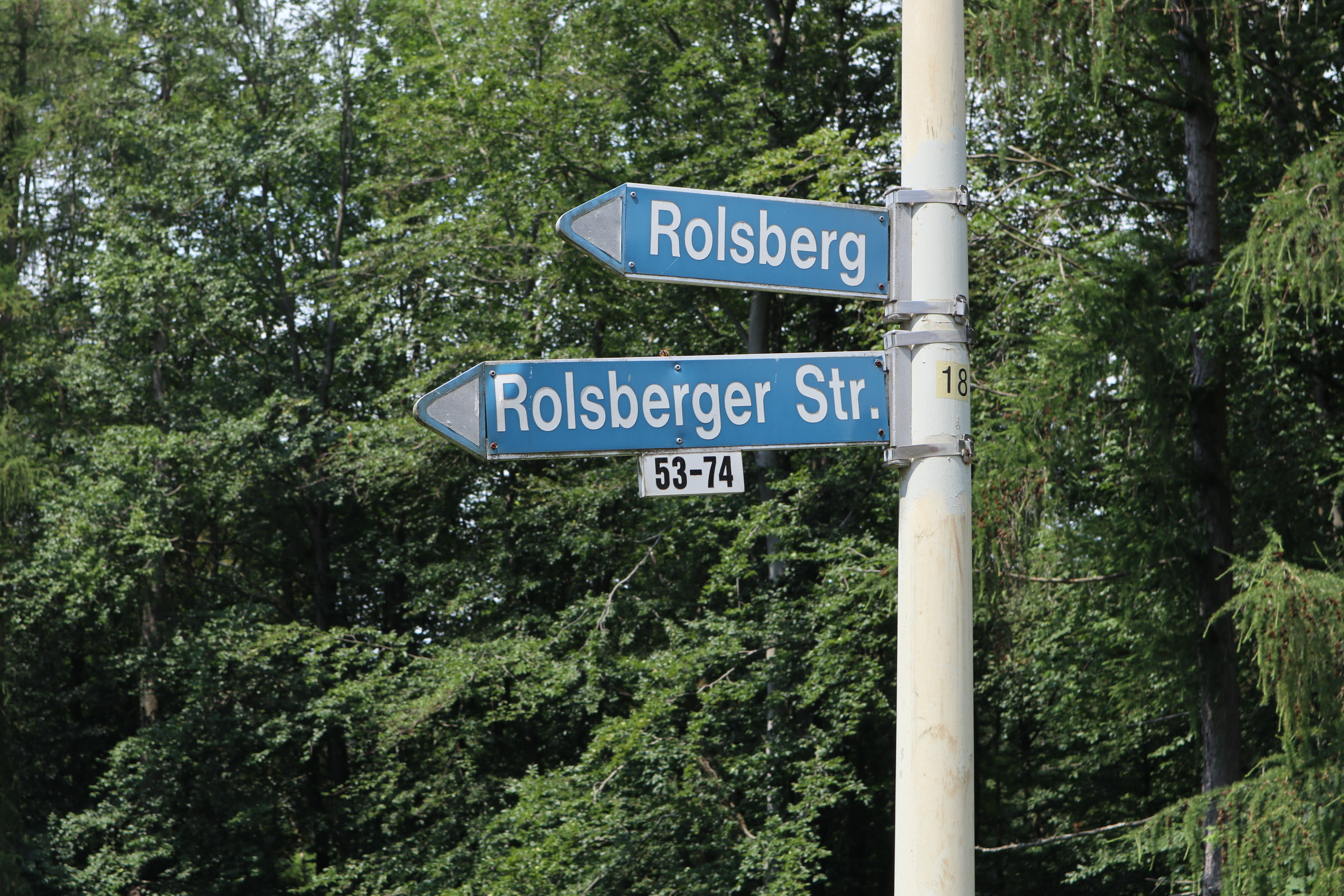
Straßenschilder am Rolsberg